# عبدالعزیز المطیر
عبدالعزیز المطیر (عربی: عبد العزيز المطير؛ زادهٔ ۱۸ نوامبر ۱۹۹۲) یک ورزشکار اهل عربستان سعودی است.
از باشگاه‌هایی که در آن بازی کرده‌است می‌توان به باشگاه فوتبال القادسیه عربستان سعودی اشاره کرد.